# Domenico Progna
Domenico Progna (San Donato di Lecce, 7 agosto 1963) è un dirigente sportivo, allenatore di calcio ed ex calciatore italiano, di ruolo difensore.

## Carriera

### Giocatore
Ha giocato in Serie A con Atalanta, Pisa e Bari (che lo acquista per 2 miliardi di lire), vestendo, in Serie B, anche le maglie di Lecce e Campobasso, in cui tornò per giocare le sue ultime stagioni in Serie D .
Il 31 ottobre 1984 ha esordito in Nazionale Under 21, disputando 10 partite. Ha anche preso parte al Mondiale Under-20 del 1981 svoltosi in Australia.

### Dopo il ritiro
Ritiratosi dal calcio giocato, è passato a quello allenato prima sulle panchine di squadre dilettantistiche molisane, per entrare poi nel giro della Rappresentativa della Regione Molise per più categorie giovanili.
Nell'agosto 2018 diventa il responsabile tecnico del settore giovanile del Campobasso.

## Palmarès

### Giocatore
- Coppa Mitropa: 1

Pisa: 1985-1986